# Francesco Porzio
Francesco "Franco" Porzio, född 26 januari 1966 i Neapel, är en italiensk vattenpolospelare. Han representerade Italien i OS två gånger i vattenpolo. Han är bror till Giuseppe Porzio.
Porzio gjorde elva mål i OS-turneringen 1988 där Italien blev sjua. Han tog guld i OS-turneringen 1992. I guldlaget 1992 gjorde han tio mål. Francesco Porzio tog EM-guld 1993 i Sheffield och VM-guld 1994 i Rom.